# Panic Station
«Panic Station» és una cançó i cinquè senzill del sisè àlbum d'estudi The 2nd Law de la banda de rock alternatiu Muse, editat el 31 de maig de 2013. La cançó està escrita per Matthew Bellamy, i és el tercer tema de l'àlbum. És també el primer tema del grup en contenir paraulotes.

## Vídeo musical
El videoclip de «Panic Station» va ser gravat el mes de gener de 2013 al Japó durant els concerts del The 2nd Law World Tour en aquest país. Va ser publicat el 22 d'abril de 2013.
En el vídeo original apareix la bandera del Sol Naixent en la introducció. Això va provocar la ira de molts usuaris de YouTube, provocant que la banda demanés disculpes i tornés a pujar una nova versió del vídeo, en el qual van substituir la bandera del sol naixent per la bandera japonesa.

## Llista de cançons
| 1. | «Panic Station»                                     | 3:04 |
| 2. | «Panic Station» (Alternate Version Mixed by Madeon) | 2:53 |

| 1. | «Panic Station» (Album Version)                                     | 3:06 |
| 2. | «Panic Station» (Clean Version)                                     | 3:04 |
| 3. | «Panic Station» (Alternate Version Mixed by Madeon) (Album Version) | 2:55 |
| 4. | «Panic Station» (Alternate Version Mixed by Madeon) (Clean Version) | 2:53 |

## Posicionament a les llistes

### Setmanals
| Llista (2012–13)                                  | Posició |
| scope="row"                                       |         |
| scope="row"                                       |         |
| ------------------------------------------------- | ------- |
| Canada: Active Rock (America's Music Charts)      | 17      |
| Canada: Alternative Rock (America's Music Charts) | 9       |
| scope="row"                                       |         |
| UK Rock (The Official Charts Company)             | 4       |
| US Alternative Songs (Billboard)                  | 2       |
| US Hot Mainstream Rock Tracks (Billboard)         | 40      |
| US Rock Airplay (Billboard)                       | 6       |
| US Rock Songs (Billboard)                         | 27      |

## Història del llançament
| País          | Data             | Format                                              | Segell             |
| ------------- | ---------------- | --------------------------------------------------- | ------------------ |
| Regne Unit    | 24 setembre 2012 | CD-R (BBC Radio 1 premiere)                         | Warner Music Group |
| Bèlgica       | 25 febrer 2013   | CD-R (Contemporary hit radio)                       | Warner-Benelux     |
| Estats Units  | 25 febrer 2013   | CD-R (Modern rock/Alternative radio)                | Warner Music Group |
| Arreu del món | 31 maig 2013     | Digital download                                    | Warner Music Group |
| Regne Unit    | 3 juny 2013      | CD-R (Contemporary hit radio; BBC Radio 1 rotation) | Warner Music Group |